# Calynda
Calynda (łac. Diœcesis Calyndensis) – stolica historycznej diecezji w Cesarstwie Rzymskim (prowincja Licja), współcześnie w Turcji. Jedynym wzmiankowanym biskupem był Leoncjusz (V w.). W XIX wieku ustanowiona katolickim biskupstwem tytularnym, od 1971 nieobsadzona.

## Biskupi tytularni
| Lp. | Biskup                      | Od               | Do               |
| --- | --------------------------- | ---------------- | ---------------- |
| 1   | Augustin-François Baslé MEP | 15 grudnia 1905  | 2 czerwca 1910   |
| 2   | Adolfo Verrienti            | 23 czerwca 1910  | 15 stycznia 1932 |
| 3   | Francesco De Pietro         | 28 stycznia 1932 | 22 stycznia 1934 |
| 4   | William O’Brien             | 10 lutego 1934   | 19 lutego 1962   |
| 5   | Warren Boudreaux            | 19 maja 1962     | 4 czerwca 1971   |